# John Beattie (rugby à XV, 1957)
Pour les articles homonymes, voir John Beattie et Beattie.
Pas d'image ? Cliquez ici

b Matchs officiels uniquement.
John Ross Beattie, né le 27 novembre 1957 en Bornéo du Nord, est un joueur de rugby à XV qui a joué avec l'équipe d'Écosse évoluant au poste troisième ligne centre.

## Biographie
Il dispute son premier test match le 2 février 1980 contre l'équipe d'Irlande. Il dispute son dernier test match le 4 avril 1987 contre l'équipe d'Angleterre. Il dispute également un test match avec les Lions britanniques en 1983.

## Palmarès
- Vainqueur du Tournoi des Cinq Nations en 1984 (Grand Chelem)

## Statistiques en équipe nationale
- 25 sélections (+ 2 avec le XV d'Écosse)
- Sélections par années : 2 en 1980, 4 en 1981, 4 en 1983, 3 en 1984, 1 en 1985, 5 en 1986, 4 en 1987
- Tournois des Cinq Nations disputés : 1980, 1981, 1983, 1984, 1985, 1986, 1987